# Aasleagh
Aasleagh (irisch Eas Liath) ist der Name eines irischen Wasserfalls im nördlichen Connemara. Er wird durch den Fluss Erriff (ir. An Oirimh) gespeist und befindet sich kurz vor der Mündung des Flusses in den Killary-Fjord nordöstlich der Ortschaft Leenaun an der Grenze der Countys Galway und Mayo. Der Name geht auf die ursprünglich irische Benennung Eas Liath zurück. Eas ist der Wasserfall und liath bezeichnet die Farbe grau, übersetzt also „Grauer Wasserfall“. Der Aasleagh-Wasserfall war genau wie der Ort Leenaun, die Filmkulisse für den 1990 gedrehten Film Das Feld mit Richard Harris.
Aasleagh ist unter den Naturschauspielen Connemaras ein beliebtes Fotomotiv für die Besucher. In der Nähe des Wasserfalls befindet sich Aasleagh Lodge, ein Landhaus aus dem 18. Jahrhundert, das heute von der regionalen Fischereiverwaltung als fishing lodge betrieben wird. Die Gewässer des Erriff sind berühmt für ihre Lachse.

## Mythologie
Nach dem Ulster-Zyklus der Irischen Mythologie sollen die beiden Lieblingspferde des Helden Cú Chulainn, Liath Macha und Dub Sainglenn, aus dem Linn Liaith („grauen Tümpel“) aufgetaucht und nach seinem Tod wieder darin verschwunden sein. Eine – umstrittene – Lokalisierung bringt diesen Ort mit dem Eas Liath in Verbindung.

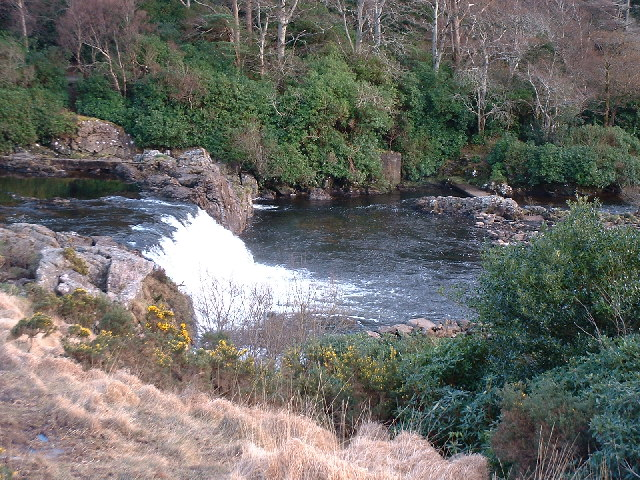
Aasleagh – Blick von oberhalb des rechten Flussufers

## Nachweise
1. ↑  Aussprache des Ortsbezeichnungen (Memento vom 30. Dezember 2013 im Internet Archive), abgerufen am 11. April 2024.
2. ↑  Die Flussnamen in der irischen Ortsnamendatenbank
3. ↑  Ein Foto des Wasserfalls auf fotocommunity.de